# Магеррамов, Вусал Дилаварович
Вусал Дилаварович Магеррамов (узб. Vusal Dilavarovich Magerramov; азерб. Vüsal Dilavar oğlu Məhərrəmov; род. 20 августа 1990, СССР) — узбекистанский и азербайджанский футболист, игравший на позиции защитника.
С 2010 года играл за «Янгиер». В 2014—2015 годах играл за «Согдиану», а в 2016 году за «Шуртан». В первой половине 2017 года играл за бекабадский «Металлург». В 2017 году выступал за алмалыкский АГМК из Высшей лиги Узбекистана. После этого короткое время являлся игроком клуба «Андижан». В первой половине 2018 года играл за клуб из Про-лиги Узбекистана — хаккулабадский «Нарын».
В июле 2011 года вызывался в сборы молодёжной сборной Азербайджана.